# Kanton Saint-Martin-d’Hères-Nord
Der Kanton Saint-Martin-d’Hères-Nord war von 1985 bis 2015 ein französischer Wahlkreis im Arrondissement Grenoble, im Département Isère und in der Region Rhône-Alpes. Er umfasste den nördlichen Teil der Stadt Saint-Martin-d’Hères.